# Pablo Cumo
Pablo Cumo (Buenos Aires, 28 de julio de 1898 - misma ciudad, 7 de agosto de 1992) fue un actor de teatro, cine y radio con una extensa carrera.

## Carrera profesional

### Teatro
Se inició en el teatro en 1915 en la compañía Muiño-Alippi y continuó en la actividad en diversos elencos. En 1935 integró el de Mecha Ortiz-Florencio Parravicini, y fue además secretario personal de este actor, en el Teatro Corrientes. Actuó en Fruta picada de Enrique García Velloso y Cristóbal Colón en la Facultad de Medicina de  André Mouezy-Eón y Robert Francheville. También realizó giras fuera de su país y estuvo un tiempo radicado en Cuba.

### Radio
En las décadas de 1940 y 1950 trabajó en la radio, recordándosele especialmente por sus actuaciones en La familia Rampullet, donde hacía el personaje de "Felipe", el hijo de Agapito y Desdémona, a quien Rampullet solía llamar "Sardanápalo" o "Araña peluda", en Calle Corrientes, el programa de Roberto Gil, donde componía el personaje del diariero maledicente y en La escuelita humorística, un programa que se transmitía por Radio Splendid con libretos de Julio Porter con un elenco encabezado por Pepe Arias, que hacía el personaje del maestro Vistobuenoo Ciruela y Tato Bores en el alumno Igor, en el cual estaban también Miguel Gómez Bao, Luis García Bosch y Mariano Bauzá.

### Cine
Su actuación en cine se inició en el período anterior al sonoro y se prolongó luego en numerosas películas. Del primer período se puede mencionar a Hasta después de muerta (1916), Dios te bendiga y La vía de oro (1931) (con sonido sincronizado). Más adelante debutó en el cine sonoro con Santos Vega (1936) y continuó trabajando en papeles de apoyo en numerosas películas.
Fue uno de los fundadores de la Asociación Argentina de Actores, estuvo casado con la actriz Nieves Julián y su hijo Pablo Cumo (hijo) también es actor. Falleció en Buenos Aires, Argentina, el 7 de agosto de 1992.

## Filmografía
Actor
- El casamiento de Laucha (1977)
- Los chantas (1975) … Secuaz de Benitez
- Mi novia el... (1975)
- Los chantas (1975)
- La super, super aventura (1975)
- Yo tengo fe (1974)
- Juan Moreira (1973) … Caudillo Acosta
- Siempre te amaré (1971)
- La gorda (1966)
- La industria del matrimonio (1965)
- Libertad bajo palabra (1961) … Salvador Santos
- Los de la mesa 10 (1960)
- El crack (1960)
- La sombra de Safo (1957)
- Venga a bailar el rock (1957)
- Canario rojo (1955)
- Concierto para una lágrima (1955)
- Pájaros de cristal (1955) … Giacomodi
- En carne viva (1955) … Dr. Bruni
- Crisol de hombres (1954)
- El grito sagrado (1954)
- El cura Lorenzo (1954)
- Su seguro servidor (1954)
- Las tres claves (1953) … Policía
- El hijo del crack (1953)
- Marido de ocasión (1952)
- Payaso (1952)
- Mi noche triste (1952)
- La melodía perdida (1952)
- El honorable inquilino (1951) … Lorenzo Corsi
- Los árboles mueren de pie (1951)
- El hincha (1951)
- La comedia inmortal (1951)
- A La Habana me voy (1951)
- De turno con la muerte (1951)
- Escuela de campeones (1950)
- La campana nueva (1950)
- El último payador (1950)
- La fuerza ciega (1950)
- Cinco grandes y una chica (1950)
- La doctora Castañuelas (1950)
- Toscanito y los detectives (1950) … Pasajero de tren
- Fúlmine (1949)
- Historia del 900 (1949)
- Edición Extra (1949) … Dibujante
- Morir en su ley (1949) … Ebrio en el night club
- Alma de bohemio (1949)
- Yo no elegí mi vida (1949)
- El nieto de Congreve (1949)
- La cuna vacía (1949)
- Pobre, mi madre querida (1948)
- Por ellos... todo (1948)
- Juan Moreira (1948)
- Historia de una mala mujer (1948)
- La calle grita (1948)
- Mis cinco hijos (1948)
- Lucrecia Borgia (1947)
- Não Me Digas Adeus (1947)
- El tercer huésped (1946) … Inspector de tren
- Donde mueren las palabras (1946)
- Pampa bárbara (1945)
- Allá en el setenta y tantos (1945)
- Su mejor alumno (1944)
- El fin de la noche (1944)
- Eclipse de sol (1943)
- Mi cielo de Andalucía (1942)
- Vacaciones en el otro mundo (1942)
- Soñar no cuesta nada (1941)
- Napoleón (1941)
- Un hombre bueno (1941)
- Novios para las muchachas (1941)
- Fragata Sarmiento (1940)
- La casa del recuerdo (1940)
- Confesión (1940)
- Huella (1940)
- Con el dedo en el gatillo (1940) … Policía
- Explosivo 008 (1940)
- Una mujer de la calle (1939)
- Alas de mi patria (1939)
- La vida es un tango (1939)
- Puerta cerrada (1939) …Policía
- Noches de Carnaval (1938)
- El último encuentro (1938)
- Melodías porteñas (1937) … Policía
- Santos Vega (1936)
- La vía de oro (1931)
- Hasta después de muerta (1916)

## Teatro
- 1951: Así es la vida, estrenada en el Teatro Presidente Alvear, con la compañía encabezada por Luis Arata.